# Matias Gouveia Duarte

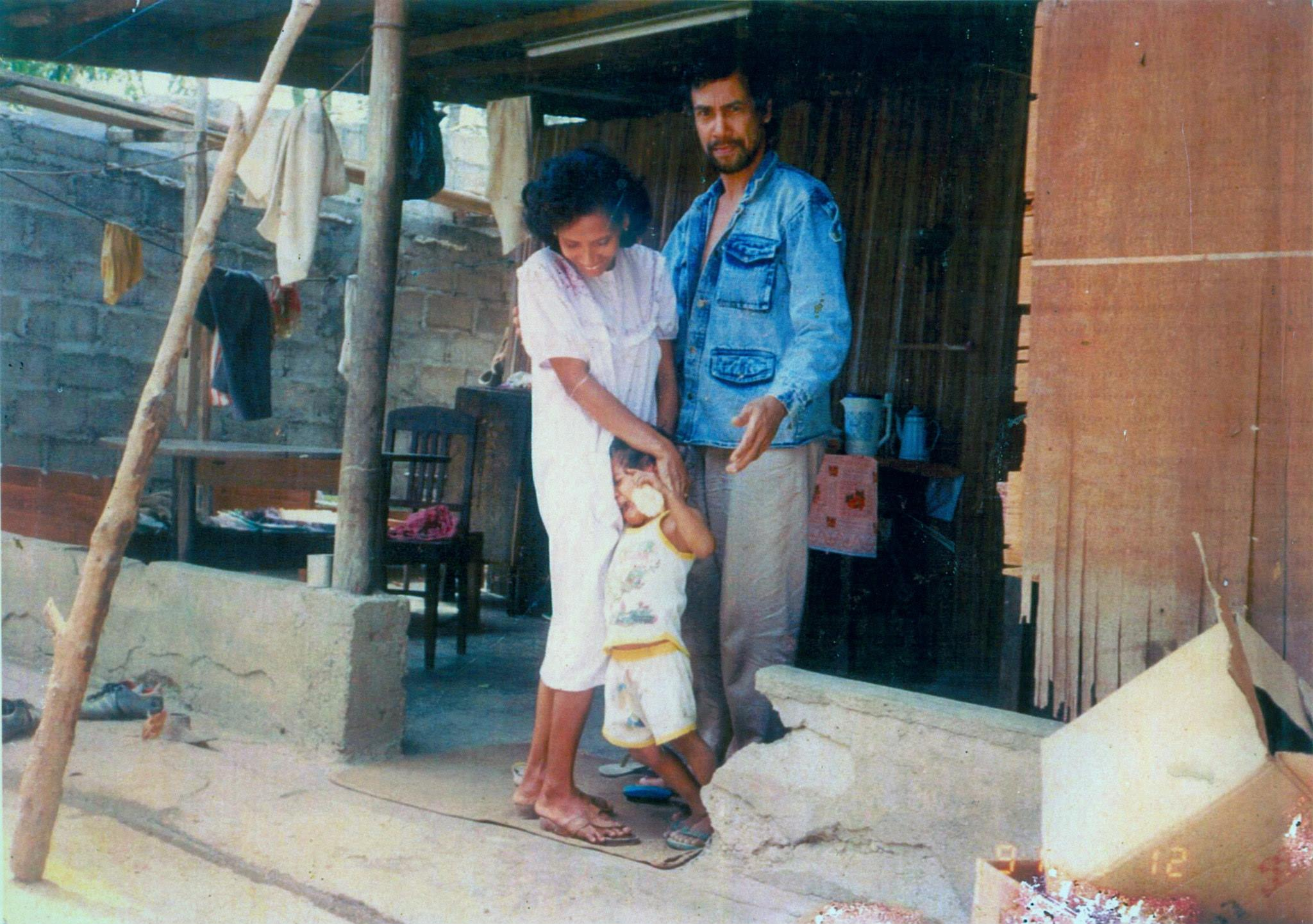
Xanana Gusmão in seinem Versteck bei Matias Gouveia Duarte (1991)

Matias Gouveia Duarte, Kampfname Hunuk, (* 1951; † September 1999 in Osttimor) war ein Krankenpfleger und Unabhängigkeitsaktivist aus Osttimor.
Duarte hatte zwei Töchter und vier Söhne. Er und seine Frau Pascoela de Araújo Duarte stammten aus Same. Duarte soll verwandt mit Duarte Souto Maior da Costa und seinem Sohn Boaventura gewesen sein, Herrscher des Reichs von Manufahi, die die letzten großen Rebellionen gegen die portugiesische Kolonialherrschaft geführt hatten.
Duarte, eigentlich angestellt beim indonesischen Roten Kreuz, engagierte sich im Kampf gegen die indonesischen Invasoren. Er versorgte die Widerstandskämpfer mit Medikamenten. 1991 versteckte er, mit anderen zusammen, in seinem Wohnhaus in Kuluhum Taibesi Leten, im Osten der osttimoresischen Hauptstadt Dilis, zwölf Tage lang Xanana Gusmão, den Führer des militärischen Widerstands. Nach dem Santa-Cruz-Massaker an osttimoresischen Demonstranten durch das indonesische Militär, wurde Duarte verhaftet und außerhalb Dilis gefangen gehalten. Dabei wurde er auch Opfer von Folter. Auch zwei Söhne von Duarte beteiligten sich an der Demonstration, die in dem Massaker endete. Ende 1998 war Duarte wieder aus dem Gefängnis entlassen worden und begann gleich wieder von Häuserdächern aus Reden an die Bevölkerung zu halten. Am 30. August 1999 konnten die Osttimoresen in einem Referendum sich für die Unabhängigkeit von Indonesien aussprechen. In einer letzten Gewaltwelle überzogen Milizen und indonesische Sicherheitskräfte das Land nochmals mit Tod und Zerstörung. Duarte verschwand im September 1999 in diesen Wirren und kam dabei vermutlich ums Leben.

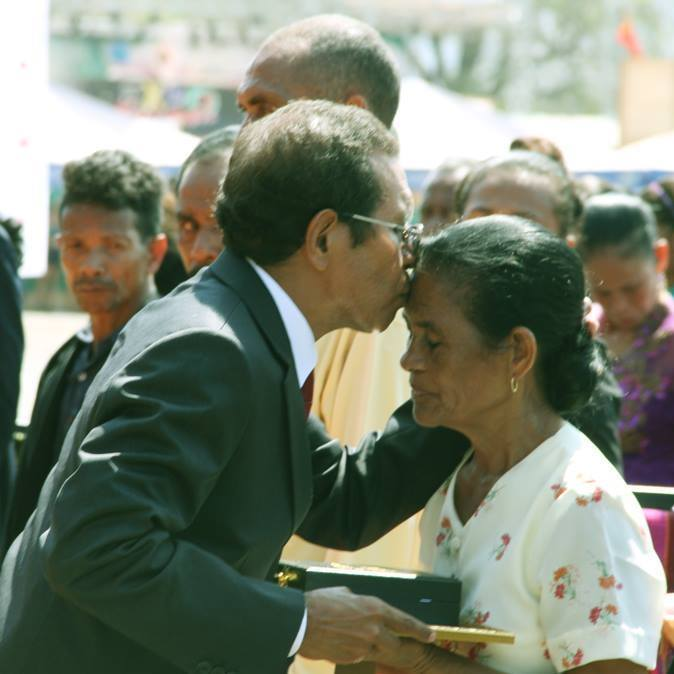
Die Witwe von Duarte nimmt den Ordem de Timor-Leste von Präsident Taur Matan Ruak entgegen

2015 wurde Duarte posthum, in Vertretung der Mitglieder der Gruppe, die Xanana Gusmão in Culu Hun versteckt hielten, der Ordem de Timor-Leste verliehen. Träger der Auszeichnung sind alle Gruppenmitglieder gemeinsam. Duartes Witwe Pascoela de Araújo Duarte nahm die Auszeichnung entgegen. Einer von Duartes Söhnen ist Felizberto Araújo Duarte.